# St. Ulrich (Ollarzried)

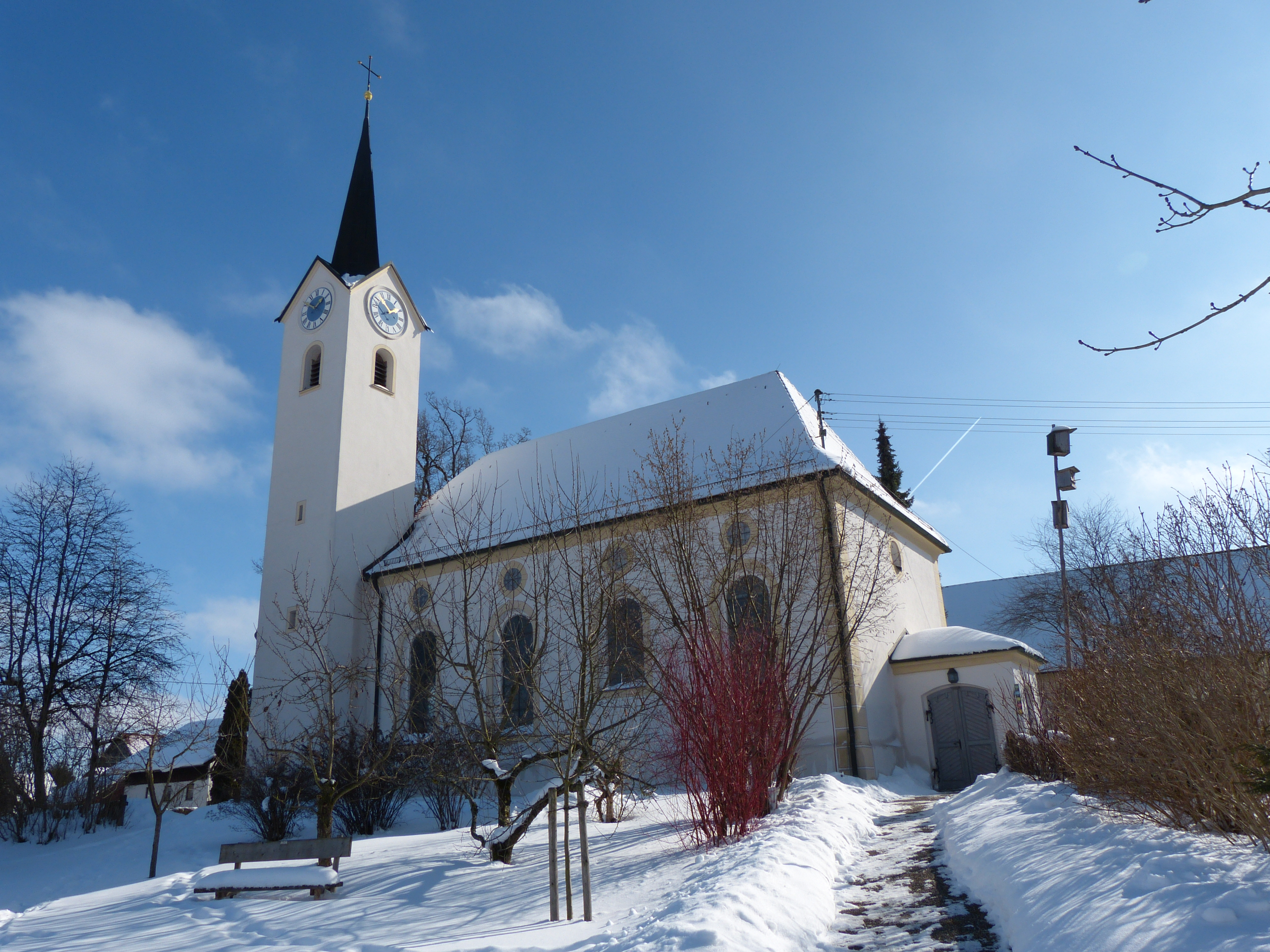
Kirche St. Ulrich in Ollarzried

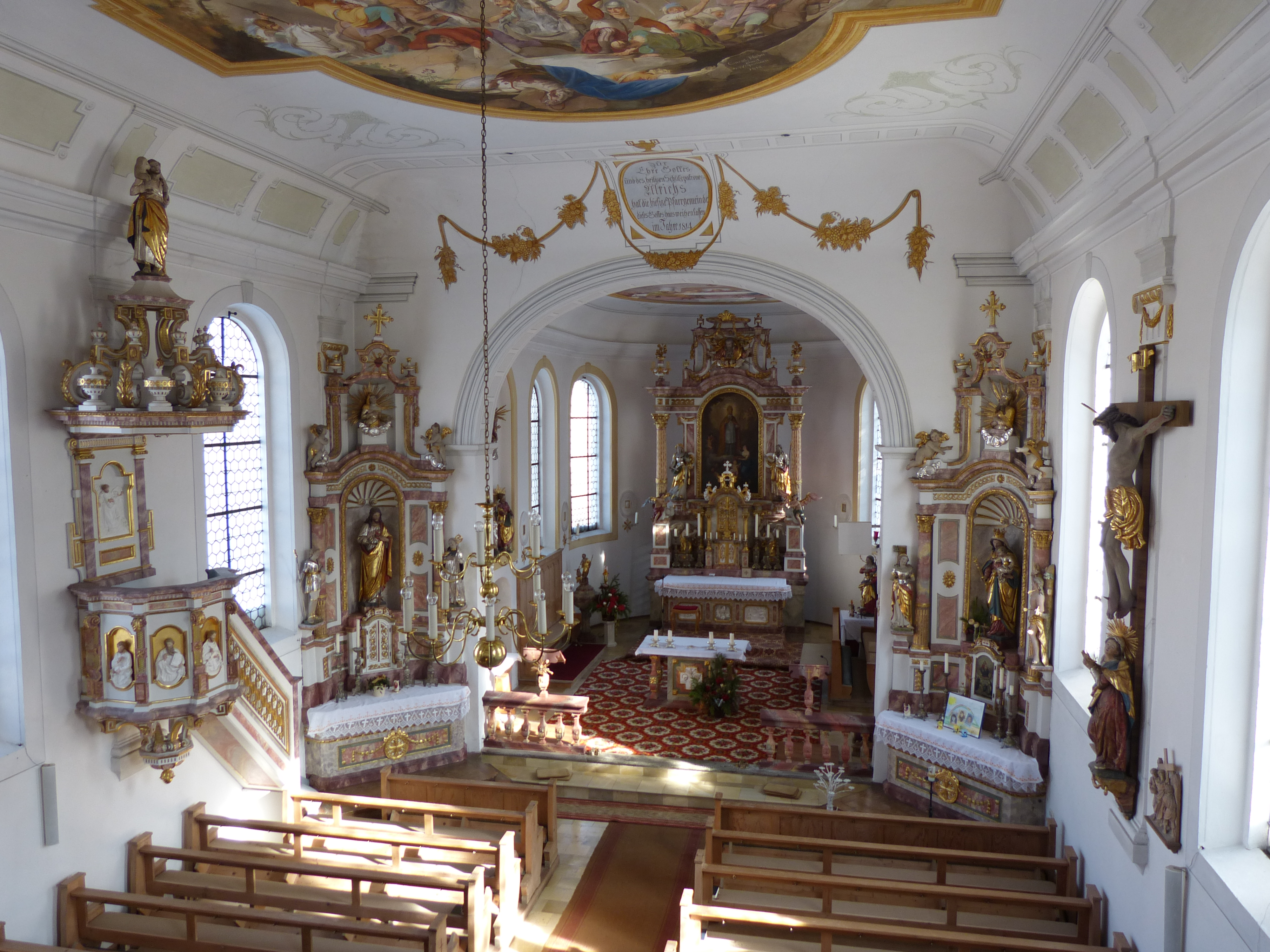
Innenansicht

Die katholische Pfarrkirche St. Ulrich befindet sich in Ollarzried, einem Ortsteil von Ottobeuren im Landkreis Unterallgäu in Bayern. Die klassizistische Kirche steht unter Denkmalschutz.

## Geschichte
Die Grundsteinlegung der Kirche in Ollarzried fand im Jahr 1797 statt. Seit dem Jahr 1802 ist die Kirche bereits in Gebrauch, die Erhebung zur Pfarrkirche fand jedoch erst 1805 statt. Geweiht wurde die Pfarrkirche erst 10 Jahre später im Jahr 1815. 1949/1950 wurde die Kirche umfassend renoviert.

## Baubeschreibung
Der durch vier Fensterachsen gegliederte Bau wird von einem Krüppelwalmdach gedeckt. Der Kirchturm befindet sich im nördlichen Chorwinkel, ist über einem quadratischen Grundriss errichtet und ungegliedert. Die Spitzhaube des Kirchturms stammt aus dem 19. Jahrhundert. Die Sakristei ist an die Kirche zwischen Chor und Langhaus angebaut und mit einem Walmdach gedeckt.
Der Innenraum ist ein einschiffiger Saal mit einem Spiegelgewölbe, an den sich  der halbrunde Chor anschließt, der ebenfalls mit einem Spiegelgewölbe überdacht wird. Gegliedert wird das Langhaus durch vier Fensterachsen. Im Chor öffnen sich vier hohe, hellverglaste Rundbogenfenster, die zusammen mit den gleichartigen Fenstern des Saals die Kirche in helles Licht tauchen. An der Westseite befindet sich eine doppelte Empore, wovon die obere Empore etwas zurückgesetzt ist. Kirchturm und Sakristei sind durch rundbogige Türen im Chor zugänglich.

## Ausstattung

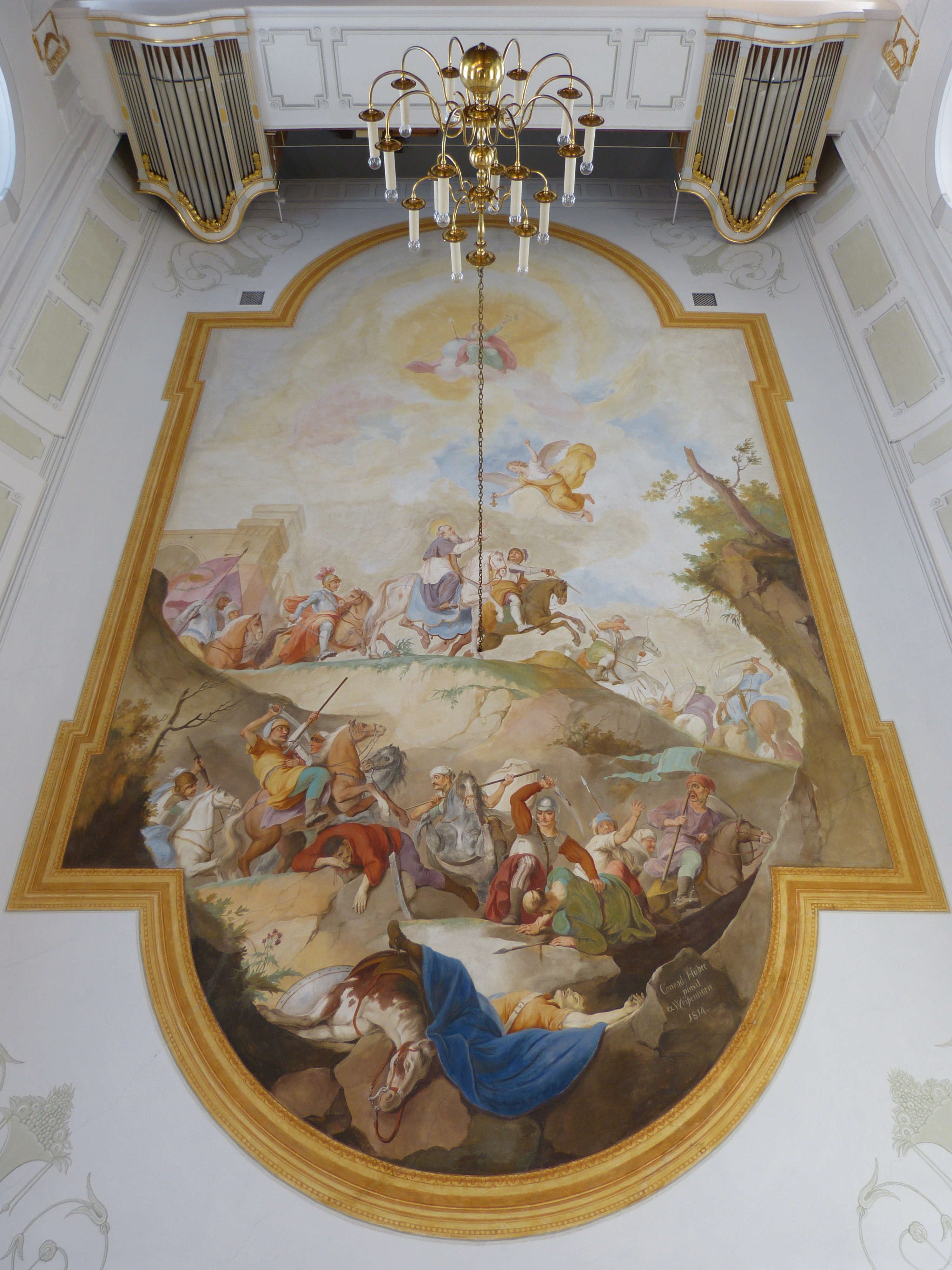
Deckengemälde mit der Darstellung der Schlacht auf dem Lechfeld

Der Hochaltar ist ein marmorierter Holzaufbau und stammt aus der Anfangszeit des 19. Jahrhunderts. Das Antependium ist neueren Datums, ebenso der Tabernakel. Das Altarbild stellt die Verklärung des hl. Ulrich dar und wurde von Conradus Huber aus Weißenhorn 1813 geschaffen. Rechts und links des Hochaltars befinden sich die Holzfiguren des hl. Joachim und der hl. Anna. Über dem Hochaltar befindet sich die Relieffigur Gott Vaters. Die Seitenaltäre bestehen wie der Hochaltar aus marmorierten Holzaufbauten und stammen aus der Anfangszeit des 18. Jahrhunderts. Einige der Figuren der Seitenaltäre sind modernen Ursprungs. Diese zeigen links den hl. Wendelin und den hl. Leonhard. Rechts sind die Heiligen Afra und Sebastian dargestellt. Über den Seitenaltären in mit Voluten bekrönten Auszügen befinden sich die Büsten der hl. Elisabeth und des hl. Zacharias.
Das Deckengemälde wurde 1814 von Conrad Huber geschaffen. Es zeigt an der Chordecke das Abendmahl Jesu und an der Langhausdecke den hl. Ulrich von Augsburg in der Schlacht auf dem Lechfeld. Das Deckengemälde des Langhauses trägt die Inschrift: „Conrad Huber pinxit ex Weißenhorn 1814“. Die stark erneuerte Kanzel stammt aus der Zeit 1810/1820. Sie ist ein weiß gestrichener Holzaufbau mit vergoldetem Dekor. Der polygonale Korb zeigt in Feldern die vier Evangelisten. Über dem Schalldeckel befindet sich die Figur des Guten Hirten. Auf einem oktogonalen Pfeiler befindet sich das 1815 geschaffene Taufbecken. Der Deckel des Taufbeckens ist mit der Figurengruppe der Taufe Christi versehen.
In der Kirche befinden sich mehrere Holzfiguren. So stehen im Chor die Figuren der Immaculata aus der Mitte des 18. Jahrhunderts, die Hl. Familie und Gott Vater aus der Zeit um 1800 sowie ein Kruzifixus mit Maria und Johannes von 1770. Das Langhaus enthält die Figuren eines Kruzifixus und einer Schmerzhaften Muttergottes vom Beginn des 17. Jahrhunderts. In der Sakristei im Obergeschoss befinden sich zwei Engel aus dem frühen 19. Jahrhundert.
An der Nordwand des Langhauses befindet sich das Grabmal Georgius Geßwein († 1607). Auf einem Flachrelief ist der Tote vor einem Kruzifix abgebildet. Seit 2002 hat die Kirche eine neue Orgel aus der Werkstatt des Orgelbauers Hermann Weber aus Engerazhofen.

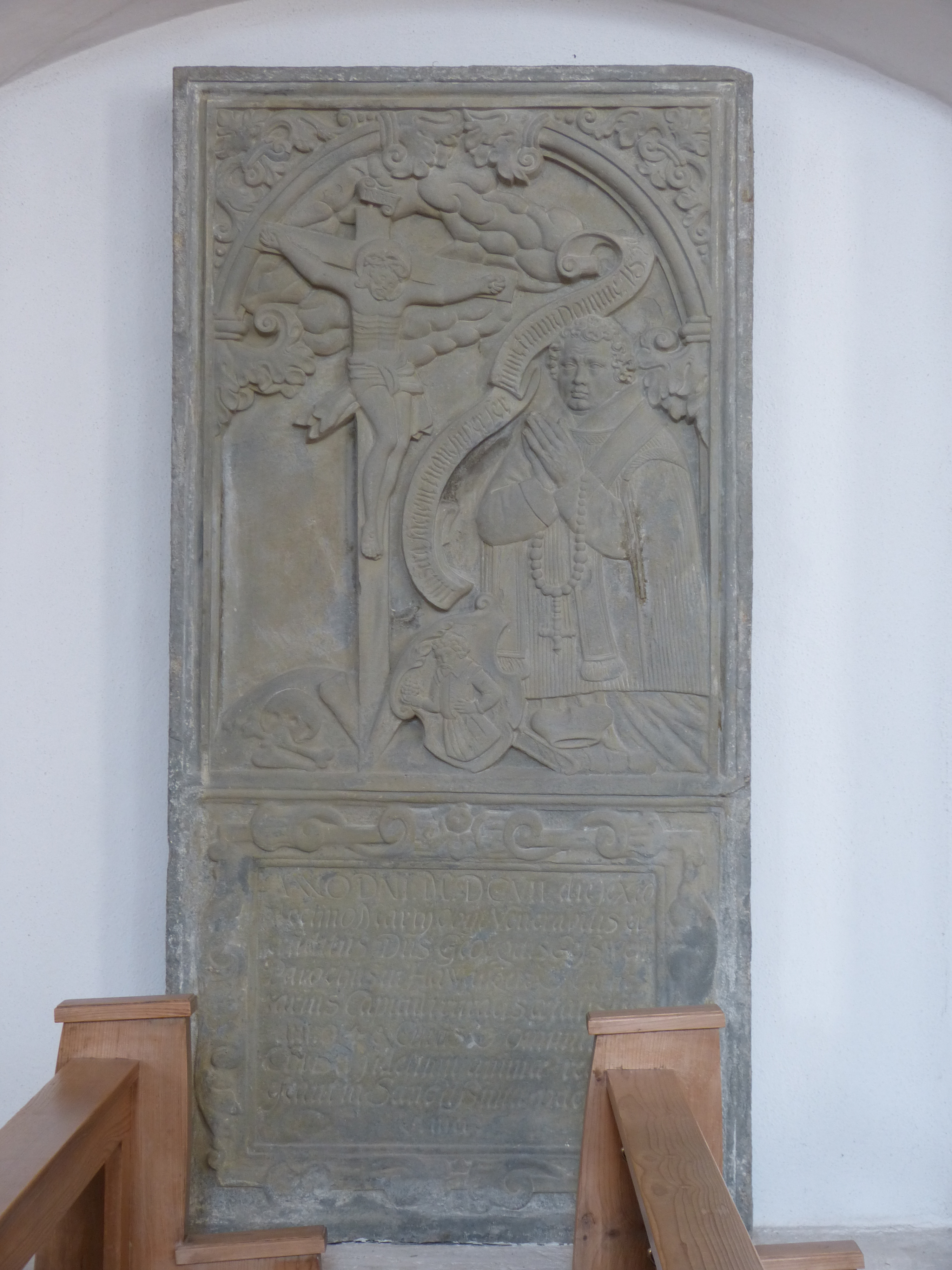
Epitaph Georgius Geßwein († 1607)
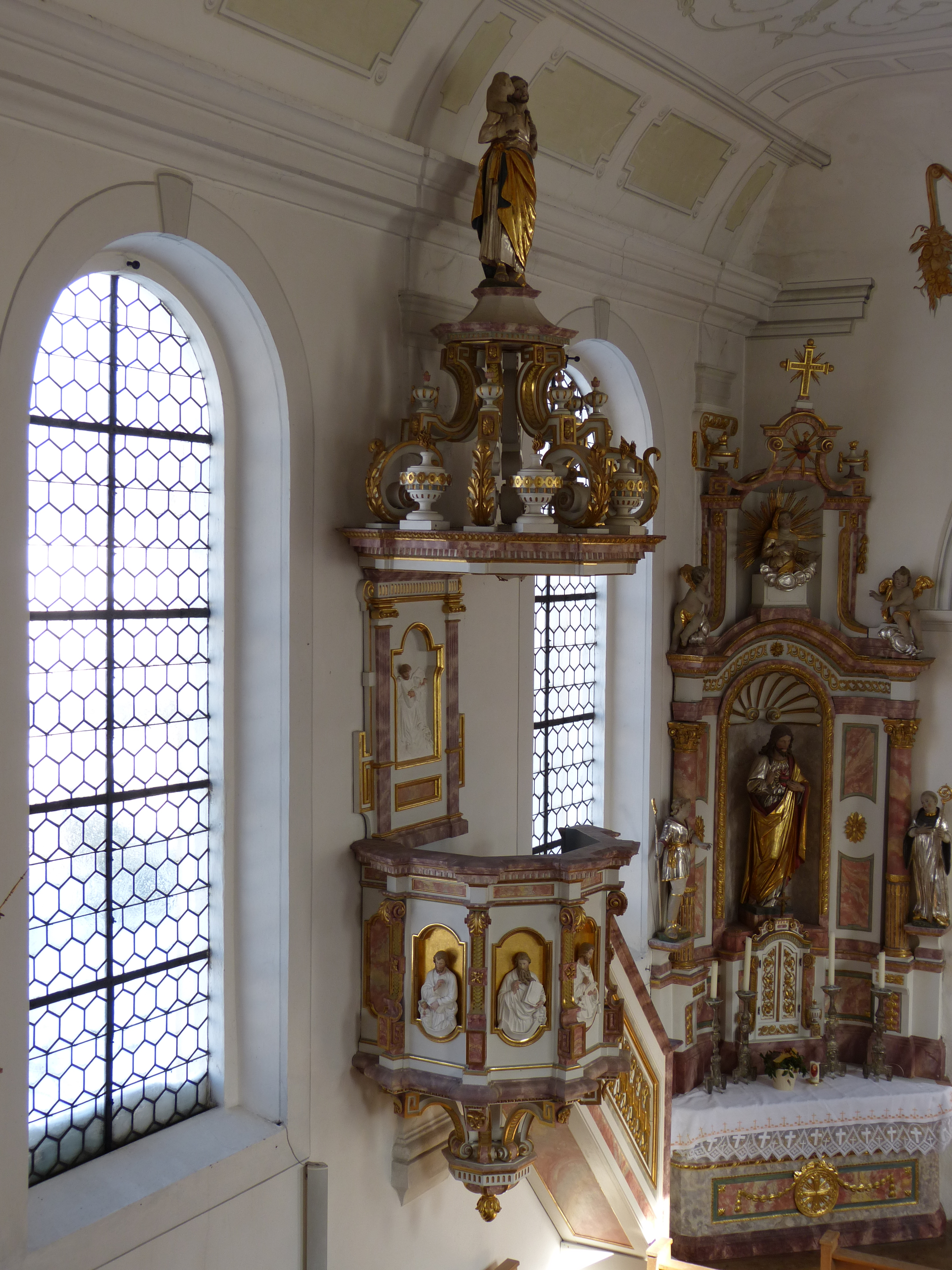
Kanzel
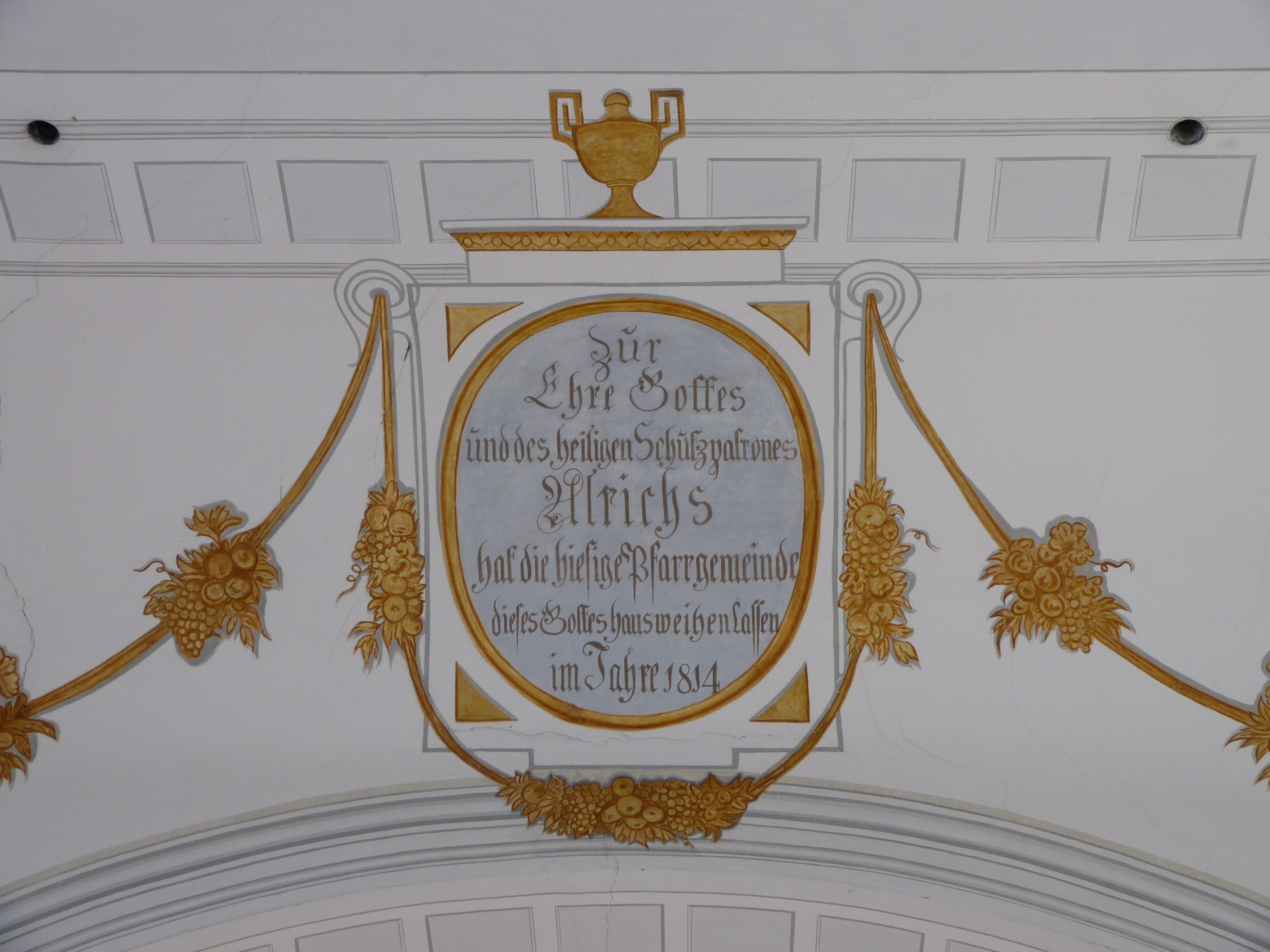
Inschrift zur Weihe der Kirche 1804